# 機動戰士GUNDAM AGE登場機體列表
本列表為日本動畫《機動戰士GUNDAM AGE》及其外傳的登場機體。

## 概要
《機動戰士GUNDAM AGE》是描寫使用稱作「機動戰士」的有人駕駛機器人兵器來進行戰爭的「鋼彈系列」第14部電視動畫作品，透過明日野家親子三代描述長達百年的宇宙戰爭。每次世代交替時，劇中時間便被經過數十年的推移，本作的「進化」主題也跟著被表現出來。因此在機械設定上嘗試讓不同世代的設計主題大幅度改變。且寧願在故事初期讓機體表現較弱，也要避免世代交替後機體性能產生極端的通膨。
本條目所使用的略稱說明如下：
- 《第一部》 - 菲力特編（TV版#1～15）
- 《第二部》 - 阿瑟姆編（TV版#16～28）
- 《第三部、第四部》 - 奇歐編、三世代編（TV版#29～39、#40～49）
- 《MOE》 - OVA《機動戦士鋼彈AGE MEMORY OF EDEN》
- 《PSP版》 - PSP專用遊戲《機動戰士鋼彈AGE 宇宙加速/宇宙驅動》
- 《US》 - MSV系列外傳《機動戰士鋼彈AGE UNKNOWN SOLDIERS》
- 《EXA-LOG》 - MSV系列外傳《機動戰士鋼彈AGE EXA-LOG》
- 《追憶的席德》 - 外傳漫畫『機動戰士鋼彈AGE 追憶的席德』

## 第一部

### 地球聯邦軍

#### 機動戰士
AGE-1 鋼彈AGE-1 （Gundam AGE-1）
持有傳說中的救世主「鋼彈」之名的《第一部》時期最強機動戰士（Mobile Suit）。菲力特以亞斯諾家代代相傳的AGE迴路裡留下的資料為基礎開發，是地球聯邦軍第一台可以有效對抗UE的兵器。為了提高開發、製造、維修的效率，能透過AGE系統進行換裝，發揮出往不同方向發展的極端性能。透過這樣的特色，便能針對不同戰況，變換不同的外裝四肢，進而成為凌駕敵方的存在，而胸部中央的「A」字正是「AGE」的意思。
在現實的商品上，是第一款嘗試和相關玩具完全對應的鋼彈模型產品。其AG系列的GUNPLA與已上色組裝完成的GB系列玩偶都內藏特殊晶片，可在各地賣場設置的免費街機「GAGE-ING戰鬥基地」掃描後進行電子遊戲。並透過更換玩偶的兩手與下半身來改造機體，重現原作中的AGE系統。
基本型（Normal）
第一集登場的最基本型態。而AGE-1當初的設計理念是成為未來聯邦軍機動戰士的基礎，因此基本型的外觀與武裝較為樸素。頭部擁有兩根比同期機體更大的刀狀天線，進而加強通訊能力，其目的是讓機體能在戰鬥中更快速的給予AGE建造機即時資訊。上半身的部分，同時也是AGE系統的中樞。背部推進器上的翼狀天線也能與AGE建造機進行通訊，加強資訊的傳遞。
而駕駛艙艙門的開啟方式與傑諾亞斯不同，是往下開啟，構造為雙層式，能更好的保護駕駛員的安全。其武裝光束軍刀/光束匕首安裝在機體的側裙甲，是基本型的近戰武裝，透過調整出力大小，轉換軍刀或匕首的狀態，劇中該武裝是AGE-1第一個使用的武裝，在一開始使用該裝備的光束匕首狀態，將敵方機體擊破，然而後來的戰鬥基本上就是以光束軍刀型態為主。而德斯步槍是透過發射旋轉狀的電漿光束，讓其穿透力大幅提升，能輕易穿透維根機體的裝甲。除了單手一般模式以外，還有雙手精密狙擊模式，甚至能將槍身進行拆卸，變成威力較低的手槍模式。而盾牌是基本型的基本裝備，擁有比外裝甲更為堅固的性能，基本上能抵禦敵方的所有攻擊。
高度：18.0公尺、重量：43.4噸
- 武裝：特捷步槍（Dods Rifle）、光束軍刀／光束匕首（Beam Saber/Beam Dagger）x2、護盾（Shield）

AGE-1T 重擊型（Titus）
高達AGE-1的格鬥戰特化模式，重擊型組件比起基本型，質量與體積皆多了不少，這是因為在裝甲增厚的同時，也增設能提高輸出功率的發電機。雖然該裝備相對笨重，但是其增加的質量亦能給予一定傷害。其武裝為位於肩部的光束肩撞、膝部的光束膝撞，以及位於腕部的環狀光束套索，光束肩撞擁有四道光束刺釘，而光束膝撞則是三道，而本機的光束套索、光束膝撞和光束肩撞均能一擊殲滅一台UE的重裝甲型機動戰士巴古托。本模式擁有磁氣旋光系統限制，在解除限制後，更是擁有超群的破壞力與防護力，能直接突破敵方的防線，甚至具有抵擋敵方的遠程武器的能力。只不過磁氣旋光系統限制會給予機體很大的負荷，因此通常是不會使用的。
高度：17.6公尺、重量：62.5噸
在現實中，此機體的GUNPLA發售後，有玩家嘗試將其四肢接上當時當紅的《魔法少女小圓》鹿目圓的figma上，意外引發熱潮（且無須改造關節就可安裝）。日本秋葉原的Sofmap一號店甚至製作POP，將兩者成套販賣。更稱此為「小圓重擊型」
- 武裝：光束套索（Beam Lariat）x2、光束膝撞（Beam Kneekick）x6、光束肩撞（Beam Shoulder Tackle）x8

AGE-1S 速戰型（Spallow）
鋼彈AGE-1的高速戰特化模式，並透過高度輕量化與增設大量的推進器、輔助推進器，使其行動猶如忍者一般敏捷，仿彿將敵人玩弄於股掌之中，具有匿蹤效果，其原因為沒有配置光束步槍、光束軍刀等易被偵測電磁波的光束武器。而其武裝時雨之刃是表面經由特殊處理，能產生高週波的材質，其銳利度得以抵抗光束刃，然而具有容易磨損的缺點。至於尖針槍是速戰型裝備唯一的遠程武裝，搭載於膝部，雖然設定上表示威力不足以擊破機體的裝甲，只能發揮恫嚇、牽制的效果，但是劇中曾展現此武裝近距離破壞機體裝甲的用法。
高度：18.7公尺、重量：33.4噸
- 武裝：時雨之刃（Shiguru Blade）、尖針槍（Needle Gun）x2

AGE-1ST 強裝型（Starks）
鋼彈AGE-1的突擊戰特化模式，於《US》（文章提及）及《PSP版》登場，為速戰型的改良型態。在全身搭載各式推進器，並在肩部增設了特別的額外配備，增加爆炸性速度進行攻擊。根部里貝爾長矛上面也搭載四個推進器，藉由機體上與武裝本身擁有的推進器，能讓AGE-1 強裝型獲得極高的衝鋒突擊性能，但大質量的長矛增加了在高速時的危險性，所以只有極能者才能使用強裝型裝備。不過AGE系統只停留在構思階段，當時強裝型裝備並沒有被製造出來。後來才由聯邦軍透過三台亞黛爾進行測試，並用於攔截維根的機體。
高度：18.0公尺重量：61.8噸
- 武裝：根部里貝爾長矛（Root Reiber Lance）

AGE-1R 剃刀型（Razor）
於《US》及《PSP版》新增篇章「青年菲利特篇」中登場，為速戰型的改良型態。與速戰型依靠推進力提升武器威力的取向相反，剃刀型改以大質量的刀刃作為火力輸出，刀刃的多層式結構也彌補了時雨之刃容易耗損、不能長期使用的弱點。但大質量的剃刀延長了使用時的硬直時間，所以只有極能者才能運用自如。
高度：18.5公尺、重量：51.6噸
- 武裝：手部剃刀（Razor Blade）x2  、腳部剃刀（Leg Razor Blade）x2 、光束機關槍（Beam Machine Gun）（只於《PSP版》中使用）

AGE-1AJ 突擊外裝型（Assault Jacket）
於《US》中登場。此模式非由AGE系統(AGE system)得出的設計方案，而是由迪傑•岡海爾所設計的，是和AGE系統的換裝系統不同的提升性能計畫，稱為Jacket system。突擊外裝是重視在改善火力和防禦力，因此除了裝備大量高功率的光束武裝之外，同時擁有包覆機體的外裝甲，並搭載各式感測器提升武裝的準確度。而Jacket system提升計畫是由兩台AGE-1進行測試，1號機（AJ/1）的駕駛員為菲力特·亞斯諾（紅白藍色塗裝），2號機（AJ/2）的駕駛員為拿根·杜里時（藍白色塗裝）。
高度：18.0公尺、重量：67.2噸
- 武裝：雙管特捷步槍（Double-Barreled Dods Rifle）、護盾（Shield）、光束軍刀（Beam Saber）、光束火神炮（Beam Vulcan）、特捷發射器（Dods Launcher）

RGE-B790 傑諾亞斯（Genoace）
配合UE的出現，重新組織地球聯邦軍的同時所配置的地球聯邦軍量產型機動戰士，是聯邦軍在遵守銀杯條約的規章下，性能最好的機體。本機具備高泛用性，在幾乎不改造的狀況下，就能適應宇宙、地表這樣截然不同的重力環境；同時該機體能進行各種改造、改裝，讓機體更好執行戰場的任務，有多種配合駕駛改照的特裝款式。本機與工業用機動戰士“土匪型”的基本框架是相同的，實際上性能與UE相差甚遠，尤其戰爭初期本機的標準武裝(光束噴槍、電熱棍)對UE的機體無法產生作用和UE機體的光束火神砲就能擊破本機更是讓聯邦軍吃盡苦頭。劇中較出名的駕駛員有“杜里時小隊”的隊長拿根·杜里時。在歌姬號前往攻略安巴特要塞時，拉岡的傑諾亞斯將裝甲升級成雙層式，並搭配德斯槍（德斯步槍的簡化量產型），使本機擁有與UE一戰的可能，在殲蝠戰役結束後，聯邦軍也陸續將其機體進行升級，以提升自身的戰力。
高度：18.0公尺、重量：41.2噸
- 武裝：光束噴槍（Beam Spray Gun）、特捷槍（Dods Gun）、熱能棒（Heat Stick）、護盾（Shield）

RGE-B790CW 傑諾亞斯·改（Genoace Custom）
烏盧夫的專用機動戰士，而為了配合「白狼」的名字，所以統一白色系塗裝為其的特徵。是由與沃爾夫交情深厚的馬度納工房改裝設計的機體，其改裝重點在於提升機動性，藉由將背部推進器從單發改為雙發，以及變更肩部推進器的放置方式來達成改造目標，至於本機頭部則使用雙眼式傳感器與刀狀通訊天線，讓機體對於戰況情報的掌握度大幅提升。武裝部分與傑諾亞斯大致相同，不同的部分在於光束噴槍的類型，特裝型採用的是裝備刺刀的光束噴槍III B，此武裝雖然在性能上提升許多，但是依舊無法對抗UE的機體。在沃爾夫改為駕駛G艾格傑斯後，傑諾亞斯特裝型便交由馬度納工房作為後續機體的開發參考。
高度：18.2公尺、重量：42.0噸
- 武裝：漆彈槍、光束噴槍ⅢB（Beam Spray Gun IIIB）、熱能棒（Heat Stick）、護盾（Shield）

RGE-B790CF 傑諾亞斯狐狸·改（Genoace Fox Custom）
由傑諾亞斯改良而成的砲擊型機動戰士，白色塗裝，駕駛員稱為狐狸，於《EXA-LOG》中登場和在第9話的瑪多納工房客串出場。
高度：18.0公尺、重量：72.0噸
- 武裝：光束槍（Beam Gun）x2、狐狸光束加農砲（Fox Beam Cannon）x2、4連裝導彈發射器（4-Tube Missile Launcher）x2

WMS-GEX1 G艾格傑斯（G-Exes）
烏盧夫的專用機動戰士，為烏盧夫委託瑪多納工房製作的“超越高達的機體”，是以瑪多納工房所生產的機動戰士夏多爾為基礎，加上沃爾夫提供的AGE-1相關資料開發而成。臉部類似高達，全身按照烏盧夫要求塗裝為白色，是地球聯邦軍能有效對抗UE的第二台兵器。背後的高出力噴射器，讓機體擁有高機動性的同時，力量也能與重裝甲型機動戰士巴古托互相抗衡。本機的特捷步槍是參考AGE-1專用德斯步槍的設計而研發，性能與之相當，背部裝備有兩把高出力，被烏盧夫稱為“狼牙”的光束軍刀，擁有斬斷巴古托的重型裝甲的威力，至於盾牌採用的並非是傑諾亞斯那樣的短型，而是和AGE-1 相同的長型盾牌，或許是藉此有更好的防禦面積，盾牌上面有沃爾夫專屬的狼頭標誌，象徵此機體是他的專用機。在殲蝠戰役結束後，該機由地球聯邦軍接收並改良，瑪多納工場也開發了不少該型機的後續簡化機型
高度：18.2公尺、重量：47.2噸
- 武裝：特捷步槍（Dods Rifle）、光束軍刀（Beam Saber）x2、光束火神炮（Beam Vulcan）x2、導彈發射器（Missile Launcher）x4、護盾（Shield）

#### 艦艇
歌姬號（Diva）
地球聯邦軍最新型的宇宙軍艦，外表塗裝為紅白色，有2個線性彈射器。艦上裝備了AGE建構者，主要用於支援高達AGE。
- 武裝：對空光束槍、雙管光束加農砲、飛彈發射器／防光束擴散彈發射器

歌姬號 強襲登陸作戰形態（Diva Assault Landing Combat Shape）
《第一部》第13話，由AGE系統進一步改造升級，為歌姬號增加了高輸出力的光束武器—光子爆裂加農砲（Photon Blaster Cannon），其威力數值比地球聯邦軍的主力武器超級米加粒子炮還要高。
 達爾文級宇宙軍艦（Darwin-class）
地球聯邦軍的主力戰艦。第八艦隊特別分遣部隊的閃電號、榮耀號、守衛號（Blitz, Haloes, Warden）均屬此級。
- 武裝：雙管光束加農砲、導彈發射管

### 民用機
CMS-B/67 沙魯多魯（Shaldoll）／CMS-B/67M 沙魯多魯M（Shaldoll M）
馬多拿工廠自行研製的多用途民用機動戰士。基本上並不會配置任何武裝，機體亦無內置任何武器，可是此機體依舊可以使用裝備武裝為德斯槍與盾牌。為G-Exes的原型機，軀體與四肢跟G-Exes基本上一樣，頭部、肩部、背部與腰部有較明顯分別，一般的沙魯多魯為綠色塗裝，梅古利度機（沙魯多魯M）為深紅色塗裝。
高度：18.2公尺、重量：44.2噸
- 武裝：特捷槍（Dods Gun）、光束火神砲（Beam Vulcan）x2、米加雷射炮（Mega Beam Launcher）（梅古利度機專用武器）、護盾（Shield）

CMS-F/06 沙魯多魯G（Shaldoll-G）
是烏盧夫加入聯邦軍前參與MS大獎賽時的專用比賽用機動戰士，紅白色塗裝，在機體背部的推進器有加裝平衡翼，同時去除自動平衡器、姿勢控制器等電控設備，讓機體得以有更極限的表現，並標記有贊助商領導的公司標誌(據傳其開發成本比日後聯邦軍使用的夏多爾改高出許多，因此必須有許多企業給予贊助，這也是沙魯多魯G上有許多贊助商領導的公司標誌的原因)，於《US》中登場。由於是比賽用機動戰士，所以沒有武裝。機體名中「G」的意思為「Glitter（閃光）」。至於機體頭上編號001則代表上屆比賽的冠軍，象徵著「白狼」沃爾夫在賽事中所向披靡的不敗傳說。
高度：18.2公尺、重量：25.0噸
- 武裝：無（None）

CMS-328 迪斯柏拉杜（Desperado）
工程用的舊式機動戰士，為榭魯艾斯的開發基礎，動力源為極為便宜的氫電池引擎，因此如果是二手的話，甚至住在貧民窟的居民亦能擁有。由於是用於惡劣環境下工作，所以骨架外的外殼需要有相當的堅硬程度，因此配備了優良的感應系統，並配以機關槍作為自衛裝備。但是如果是使用電熱鏟、電熱鎬等能產生高溫、突刺堅硬物體的工具，則同樣擁有一定的戰鬥能力。
高度：18.0公尺、重量：50.3噸
- 機體武裝：熱能鏟（Heat Shovel）、熱能鋤（Heat Pickaxe）、機關槍（Machine Gun）

范德拉（Vandera）
工程用的舊式機動戰士，於《EXA-LOG》中登場和在第9話的瑪多納工房客串出場。
- 武裝：無（None）

三維（3D）
資源開發用的舊式機動戰士，於《EXA-LOG》中登場和在第9話的瑪多納工房客串出場。
- 武裝：無（None）

### 舊國家派閥（查拉姆、歐巴）
CMS-223Z 茲拿（Zila）
舊國家派閥「查拉姆」的主力機動戰士，棕色塗裝。
高度：18.3公尺、重量：56.2噸
- 武裝：茲拿機關槍 Z06（Zila Machinegun Z06）、電熱斧（Heat Hawk）、手榴彈（Grenade）、德斯槍（Dods Gun）（12話後加裝配備）、光束軍刀（Beam Saber）（12話後加裝配備）、護盾（Shield）

CMS-223G 迦拿（Gala）
舊國家派閥「查拉姆」首領當·寶亞治專用的茲拿特裝型，橙色塗裝。第10話受到重創以後，對UE母艦梵保哲作自殺攻擊。
高度：18.3公尺、重量：56.2噸
- 武裝：狼牙棒／機關槍（Morning Star/Machine Gun）、護盾（Shield）

CMS-574X 哲諾（Xeno）
舊國家派閥「歐巴」的主力機動戰士，深紫色塗裝。
高度：18.4公尺重量：58.5噸
- 武裝：哲諾機關槍 E15（Xeno Machinegun E15）、矛（Spear）、手榴彈（Grenade）、: 德斯槍（Dods Gun）（12話後加裝配備）、光束軍刀（Beam Saber）（12話後加裝配備）、盾牌（Shield）

CMS-574E 艾梅達（Elmeda）
舊國家派閥「歐巴」首領拉古特·艾法米專用的哲諾特裝型，紫色塗裝。
高度：18.4公尺、重量：58.5噸
- 武裝：熱能劍（Heat Saber）德斯槍（Dods Gun）（12話後加裝配備）、光束軍刀（Beam Saber）（12話後加裝配備）、護盾（Shield）

### UE（Unknown Enemy＝未知敵人）／域根

#### 機動戰士
ovv-f 格夫蘭（Gafran）／ovv-fl 格夫蘭L（Gafran L）
於A.G.101年突然襲擊而來的不明敵人的機動戰士。
UE／域根的量產型機動戰士，能夠從人形型態變形成飛行用的龍形型態。格夫蘭為藍色塗裝，格夫蘭L為紫色塗裝。
高度：19.4公尺、重量：34.6噸
- 武裝：光束火神炮／光束軍刀（Beam Vulcan/Beam Saber）x2、尾部光束步槍（Beam Rifle）、擴散光束砲（Diffuse Beam Cannon）

ovv-a 巴克托（Baqto）
UE／域根的重裝甲型機動戰士，綠色塗裝，能夠從人形型態變形成飛行用的龍形型態。全身裝有電磁裝甲，能夠反彈遠程光束攻擊，而且胸部的光束刺釘能夠轉換成光束砲攻擊敵方。
高度：19.7公尺、重量：40.4噸
- 武裝：光束火神炮／光束軍刀（Beam Vulcan/Beam Saber）x2、尾部光束步槍（Beam Rifle）、光束刺釘（Beam Spike）x5

xvv-xc 戰達斯（Zedas）
UE／域根的高機動型機動戰士，灰黑色塗裝，由迪斯路所駕駛，能夠從人形型態變形成高速飛行用的噴射機型態。尾部光束步槍改成尾部戰達斯實體劍，擴散光束砲也改成威力較集中的光束加農砲。在第14話蝙蝠擊退戰中被高達AGE-1 速戰型重創。
高度：19.3公尺、重量：32.6噸
- 武裝：光束火神炮／光束軍刀（Beam Vulcan/Beam Saber）x2、尾部戰達斯實體劍（Zedas Sword）、光束加農炮（Beam Cannon）

xvv-xcc 戰達斯C（Zedas C）
UE／域根的砲擊型機動戰士，黃黑色塗裝，由迪斯路所駕駛，於《EXA-LOG》中登場。由蝙蝠擊退戰中被高達AGE-1 速戰型重創後重新修復的戰達斯改良而成。尾部戰達斯實體劍改成肩部戰達斯加農炮，並增加了高性能雷達系統。可是機身重量比戰達斯增加了接近十噸，因此機動性反而減少很多。
高度：19.3公尺、重量：42.5噸
- 武裝：光束火神炮／光束軍刀（Beam Vulcan/Beam Saber）x2、肩部戰達斯加農炮（Zedas Cannon）、光束加農炮（Beam Cannon）

xvm-dfc 維格爾（Wiegel）
多爾·佛羅斯特的專用機動戰士，於《EXA-LOG》及《PSP版》新增篇章「青年菲力特篇」中登場。從戰達斯C發展來的砲擊型機動戰士，同時是也第二部登場的克羅諾斯的原型機（因此也稱為原型克羅諾斯）。黑色塗裝，在外觀上，類似血管的紅色電線也暴露在四肢和背包上。
- 武裝：光束火神炮／光束軍刀（Beam Vulcan/Beam Saber）x2、手部維格爾加農砲（Wiegel Cannon）x2、肩部維格爾加農砲（Wiegel Cannon）x2、光束破壞炮（Beam Buster）

xvb-xd 法爾西亞（Farsia）
UE／域根在蝙蝠擊退戰中投入的極能者專用機動戰士，桃紅色塗裝。由被迫成為其生體零件的尤琳所搭乘，但實際的駕駛員是迪斯路。能利用尤琳的極能者力量與迪斯路的極能者力量產生共鳴效應，大幅增加後者的極能者力量。
高度：16.2公尺、重量：29.9噸
在第14話蝙蝠擊退戰中尤琳奪回機體控制以後，為救菲力特而被戰達斯貫穿機體擊毀。
- 武裝：光束火神炮／光束軍刀（Beam Vulcan/Beam Saber）x2、尾部法爾西亞實體劍（Farsia Sword）、擴散光束砲（Diffuse Beam Cannon）、法爾西亞浮游砲（Farsia Bit）x5

xvm-gz 迪凡斯（Defurse）
UE／域根在測試中的大型機動戰士，綠色塗裝，全身裝有電磁裝甲，原本是預設用於地球重力下作戰，擁有最大加強駕駛員的極能者力量的功效。
高度：38.5公尺、重量：1021.2噸
於第15話蝙蝠擊退戰中由基拿・佐伊駕駛對抗入侵的迪娃女神號機動戰士部隊，被高達AGE-1與G-Exes合力擊毀。
- 武裝：光束火神炮／光束軍刀（Beam Vulcan/Beam Saber）x2、尾部光束加農炮（Beam Cannon）、迪凡斯加農炮（Defurse Cannon）

#### 艦艇
梵保哲（Fa Bose）
域根的巨型宇宙母艦，能夠同時跟三艘域根宇宙戰艦結合。能以光學迷彩「隱型傘」隱藏行蹤，雷達也無法探測。
於第13話蝙蝠擊退戰中被迪娃女神號的光子爆裂加農炮擊沈。
域根宇宙戰艦（Vagan Battleship）
能夠跟宇宙母艦結合，型號與其他性能均不詳。
於第13話蝙蝠擊退戰中梵保哲被擊沈後仍能與母艦成功分離，對迪娃女神號進行突襲，最終亦被沙魯多魯M梅古利度機的米加雷射砲擊沈。

## 第二部

### 地球聯邦軍

#### 機動戰士
AGE-2 高達AGE-2（Gundam AGE-2）
第二部的主角機，AGE系統根據阿西姆在「圖迪亞」以高達AGE-1 基本型與域根戰鬥的數據進化衍生出來的第二代高達。可以根據狀況變形成戰機形態（Strider Form），其推進力比機動戰士型態提升三倍，這部分的設計與維根的X-Rounder專用機賽達斯的理念類似，然而前者的推進力卻更勝後者。A.G.151年搜索消息不明的艦隻期間，被EXA-DB的機動兵器「席德」攻擊重創，之後本機隨同駕駛員阿瑟姆一同被宇宙海盜尋獲，修復成高達AGE-2 黑獵犬型，而原本搭載於本機的AGE系統則被聯邦軍回收。
基本型（Normal）
頭部構造與前代機相似，然而在額頭傳感器的部分卻採取更複雜的設計，這樣的目的應該是讓通訊性能更加優秀，而AGE系統放置的位置依舊位於胸口的駕駛艙，但是艙門的設計卻與AGE-1的不一樣，改為嵌入胸口內的造型，原因可能在於AGE-2具有變形的機能，以及為了更好的保護AGE系統。配有超越前代鋼彈的特捷步槍輸出功率為兩倍的超級特捷步槍，能藉由一發光束摧毀兩部機體，盾牌不像AGE-1一樣採用大型盾牌，而是採用短型的，會這樣設計的原因是避免與機體肩部的機翼產生干擾，光束軍刀則置於後裙甲的刀架。另外在變形成戰機形態後，則會展現光束火神砲，雖然該武裝不能在一般型態使用，而且破壞力也不若其他武裝，但卻能在戰機形態下，做到牽制敵方的作用。在動畫第28話，阿西姆為繼承烏盧夫的意志，將機體塗裝為特務隊隊長專用機的全白色。
高度：18.3公尺、重量：28.7噸
- 武裝：超級特捷步槍（Hyper Dods Rifle）、光束軍刀（Beam Saber）x2、光束火神炮（Beam Vulcan）x2、護盾（Shield）

AGE-2DB 雙砲型（Double Bullet）
是AGE系統分析了阿瑟姆的幾場戰鬥數據後並為了可以同時對付複數敵人(當時域根的X-Rounder是以小隊的方式出擊)而衍生出來的火力特化模式。已經在硬件和軟件兩方面作出優化設計，而操縱桿改為更加複雜的設計，為的就是讓機體的細節操作可以更加順利（畢竟除了原本四肢與推進器的操作之外，又多了肩上德斯加農砲與其萬向推進機翼基部），其武裝是搭載在肩部推進機翼的特捷加農砲，光是單發攻擊就勝過超級德斯步槍，另外也可以拆成兩把步槍來使用，而推進機翼基部拆卸特捷加農砲後可以使用輸出功率勝過光束軍刀的大型光束軍刀來掃蕩敵人。腳部後部的飛彈莢艙裝有小牛導彈，用來牽制敵方的作用。
高度：18.3公尺、重量：31.1噸
- 武裝：特捷加農砲（Dods Cannon）x2、大型光束軍刀（Large Beam Saber）x2、光束軍刀（Beam Saber）x2、光束火神炮（Beam Vulcan）x2、小牛導彈（Calf Missile）x4

AGE-2A 獵神型（Artimes）
於《EXA-LOG》及《PSP版》中登場的雙砲型進階提案，為適用於據點防衛戰的特化模式。在《PSP版》中代替雙砲型成為「諾多拉姆」攻防戰中高達AGE-2的裝備。擁有戰艦級的偵察能力，兩肩加裝的大型雷達能探測出細微如宇宙塵粒的移動並加以分析，讓域根的「隱型傘」無所遁形。原本也有投入實戰的可能，然而在後來諸多的考量下，最後則是以AGE-2DB 雙砲型的模式登場。配有獵神長管步槍，是AGE-2 獵神型的遠程武裝，擁有特殊的雷達系統，另外與AGE-2 雙砲型的肩部推進翼相似，具有萬向旋轉的功能，並且能加裝德斯加農砲，讓火力得到更大的提升，而獵神光束軍刀/光束槍，則是為了讓AGE-2 獵神型能更快應對近程、遠程的攻擊而設計，該武裝能快速切換光束軍刀或光束槍的模式，而不需再透過更換武裝來對抗。
高度：18.3公尺、重量：34.2噸
- 武裝：光束機關槍（Beam Machine Gun）x2、狩獵長管步槍（Artimes Long Range Rifle）x2、狩獵光束軍刀／光束槍（Artimes Beam Saber/Beam Gun）、光束軍刀（Beam Saber）x2、特捷加農砲（Dods Cannon）x2

AGE-2DC 雙刃型（Double Blade）
高達AGE-2的近戰特化模式，於《US》及《PSP版》中登場。此模式是在諾多拉姆攻防戰結束，阿瑟姆調至地面部隊時，為了在大氣層內作戰而採用的裝備，因此AGE-2 雙刃型在飛躍型態下，要求擁有更好的平衡性與輸出功率。肩部裝有導線剪刀，該武裝除了擁有對機體的破壞能力以外，在導線剪刀射出後可以用作中距離武器來束縛捕捉目標，後來AGE-2 黑獵犬型的震動錨也是運用這樣的技術製成的。膝部裝有熱能劍，可以將其取出使用，同樣擁有優異的破壞性能。而在測試期間曾遭遇維根的突襲，但最終依舊將其擊退，讓該型態成為少數測試時就獲得極大戰績的裝備。
高度：19.0公尺、重量：38.9噸
- 機體武裝：導線剪刀（Wire Scissor）x2、光束軍刀（Beam Saber）x2、熱能劍（Heat Sword）x2

AGE-1SW 高達AGE-1 巨劍型（Gundam AGE-1 Swordia）
高達AGE-1的近戰特化模式，於《MOE》及《PSP版》「阿西姆篇」中登場。是在阿瑟姆第一次駕駛AGE-1基本型與維根交手後，菲利特為了讓AGE-1能更好配合身為MS模擬對抗賽選手的兒子，以及避免造成殖民地太大的損傷，因此捨去德斯步槍的配備，並改由近戰用裝備。而利伯塔之劍是席格刀的強化版本，該武裝在鋒利程度更勝AGE-1 速戰型的席格刀，能直接斬斷光束劍，由於採用比時雨之刃更新型的材料打造（應該是以時雨之刃為基礎衍伸的新材質），因此前者比後者更加輕盈，除此以外，在外裝甲的設計也更接近中古騎士的樣貌，而不是像AGE-1 重擊型那樣的重裝甲，因此靈活度更加優秀，至於盾牌則是採用如同中古騎士般的樣式，雖然造型花俏，但同樣具備抵抗遠程光束武裝的能力。
高度：18.3公尺、重量：44.3噸
- 武裝：利伯塔之劍（Liberta Sword）、光束軍刀（Beam Saber）x2、盾牌（Shield）

 AGE-1F 鋼彈AGE-1 素體型（Gundam AGE-1 Flat）
鋼彈AGE-1（基本型）移除AGE系統後的型態，原本胸口的A標誌改以白色裝甲版覆蓋，頭部攝影機的發光色也從綠色變為黃色。性能與移除AGE系統前相比並無變化，但與近年地球聯邦軍、維根研發的各式新型MS相較已算較弱，但作為菲利特的專用機，實際上在軟硬體方面也一直持續進行改良，加上菲利特卓越的駕駛技術與身為X Rounder的特質，因此依舊能和維根的新型X-Rounder專用機一較高下。
特殊裝備「傑夫特飛彈發射器」為「諾多拉姆」攻防戰時使用的裝備，用以破壞達尼斯的推進系統。而其裝備是採用Jacket system計畫時的相關數據所開發的。
高度：18.0公尺、重量：43.4噸
- 武裝：特捷步槍（Dods Rifle）、光束軍刀／光束匕首（Beam Saber/Beam Dagger）x2、盾牌（Shield）、傑夫特飛彈發射器（Zefuld Launcher）x2

RGE-C350 夏多爾改（Shaldoll Custom）
為夏多爾的改造型，是馬度納工房販售給地球連邦軍的量產型機動戰士，綠白色塗裝。當時聯邦軍司令的菲利特中將（是鋼彈系列軍階最高的主角），為了強化聯邦軍的戰力，因此擴大部署眾多的機體，讓機動戰士的開發不限於軍工廠，而深受菲利特信任的馬度納工房，更是負責生產RGE-C350 夏多爾改。而頭部左側增設一個通訊天線，能強化情報傳遞能力，至於本機的肩部推進器位於外側，讓自身在旋轉的運動性能有更好的表現，另外在腳部裝設推進器，以及變更背部推進器的位置，讓機動性獲得大幅改善。由於從民間招募的駕駛員大多對於此機體的操作更加熟悉，因此夏多爾改在前線的出現率極高。此機體在A.G.140年代登場以後，聯邦軍就對此持續的改良，讓機體性能可以應對前線戰況，甚至到A.G.160年代，夏多爾改依舊是聯邦軍的主力之一。
高度：18.2公尺、重量：44.2噸
- 武裝：特捷槍（Dods Gun）、光束火神砲（Beam Vulcan）x2、光束軍刀（Beam Saber）、米加雷射炮（Mega Beam Launcher）、護盾（Shield）

RGE-C350S 夏多爾偵察型（Shaldoll Scout）
為夏多爾改改造而成的特種作戰型機動戰士，由「域根檢測技術發展委員會」開發，深綠色塗裝，目的是探测隐藏在「隱型傘」后的維根军的动向，於《EXA-LOG》中登場。由少數沙魯多魯偵察兵進入域根的勢力進行突襲，同時進行預測和收集數據，當偵察任務完成後是將會迅速撤退。相比標準的夏多爾改，配備較厚的裝甲和更強大的推進器，這樣就可以提高駕駛員的生存率。是將原本護目鏡式的傳感器更改為雙眼式，另外搭載同樣能偵測宇宙塵粒動態、電磁波變化的裝置，以具有反隱形傘的能力，至於在武裝的部分，戰鬥步槍採用實彈武裝的設計，能避免因光束產生的電磁波而遭敵軍辨識出來，右肩的多用途發射器能裝備對光束擴散彈（消除光束的攻擊）、聚合物釋放彈（具有干擾傳感器的作用）等特殊彈頭，左肩裝備的四連裝飛彈發器是用於牽制、干擾的功用，這兩項裝備皆是讓本機能有更多機會全身而退，而非用於擊破敵機。
高度：18.2公尺、重量：60.2噸
- 武裝：戰鬥步槍（Combat Rifle）、4連裝導彈發射器（4-Tube Missile Launcher）、光束軍刀（Beam Saber）、多功能發射器（Multi-Purpose Launcher）、護盾（Shield）

RGE-B890 傑諾亞斯Ⅱ（Genoace II）
地球聯邦軍的量產型機動戰士，此機體是聯邦軍在A.G.140年代的主要戰力之一，也是沃爾夫的傑諾亞斯特裝型的改良型，與前代機一樣為橘色與白色塗裝（奧布拉特·羅寧機為藍色與白色塗裝）。藉由解決機體不易操作的問題，讓傑諾亞斯II得以適合一般士兵操控，同時搭載與傑諾亞斯特裝型同等級的裝備（傳感器、推進器配置），讓傑諾亞斯II造型與之如出一轍。由於本機是以聯邦軍使用多年的傑諾亞斯為基礎打造，因此能更快的上手，讓許多經驗豐富的駕駛員依舊選擇此機體上陣（號稱輸家之王的王牌駕駛拉岡•德列斯甚至用此機體與G包瑟的改造機G賽佛斯打得不分軒輊，並成功脫逃席德的追擊），外裝甲除了擁有與AGE-1同樣的防禦力，武裝也改成德斯槍（德斯步槍的量產型）與光束軍刀，另外有些駕駛則有增加光束斧提升近戰能力。到A.G.160年代，傑諾亞斯Ⅱ依舊是聯邦軍的主力之一。
高度：18.2公尺、重量：42.0噸
- 武裝：德斯槍（Dods Gun）、光束軍刀（Beam Saber）、光束斧、護盾（Shield）

RGE-G1100 亞黛爾（Adele）
菲利特以鋼彈AGE-1的基本型設計為基礎開發的地球聯邦軍次世代主力量產型機動戰士，採淡綠色塗裝（馬古斯·哈特威機和亞里莎·根希路機兩架歌姬號搭載機為藍色塗裝），性能與基礎的AGE-1基本型不相上下，可視為「量產型的鋼彈」，由於骨架結構與AGE-1幾乎相同，所以也可換裝重擊、速戰型裝備。雖然綜合性能比起維根在同時期開發的其他MS略遜一籌，但在當時聯邦軍的量產型機體中已算頂尖水準。当然，作为量产型MS，亞黛爾并没有搭载作为高达AGE-1核心的AGE系统，取而代之的是新增数据链共享系统，可以作为终端收集数据。
传感器方面亞黛爾使用了WMS-GEX1 G艾格傑斯（G-Exes）相同的双目式，外部则采用和RGE-B790 傑諾亞斯（Genoace）相同的面罩作为防护。至於亞黛爾所使用的德斯步槍（Dods Rifle）是有經過改造，内置了高精度传感器，因此比原版德斯步槍拥有更高的射击精度。
高度：18.0公尺、重量：42.4噸
- 武裝：德斯步槍（Dods Rifle）、光束軍刀（Beam Saber）x2、護盾（Shield）

RGE-G1100T 重擊型（Titus）
亞德魯的格鬥戰特化模式，手部和腳部為紅色塗裝。
高度：17.6公尺、重量：???噸
- 武裝：雷射套索（Beam Lariat）x2、雷射膝撞（Beam Kneekick）x6、雷射肩撞（Beam Shoulder Tackle）x8

RGE-G1100S 速戰型（Spallow）
亞德魯的高速戰特化模式，手部和腳部為藍色塗裝。
高度：18.7公尺、重量：???噸
- 武裝：時雨之刃（Shiguru Blade）、針槍（Needle Gun）x2、光束軍刀（Beam Saber）x2

RGE-G1100ST 強裝型（Starks）
亞德魯的突擊戰特化模式，手部和腳部為深藍色塗裝，於《US》中登場。
肩部增設了推進器，增加爆炸性速度進行攻擊。但大質量的長矛增加了在高速時的危險性，所以只有極能者才能使用僵硬型裝備。
高度：18.0公尺、重量：60.8噸
- 武裝：根部里貝爾長矛（Root Reiber Lance）

RGE-G1100C 加農型（Cannon）
亞德魯的衍生型，以炮擊支援為定位的量產型機動戰士，手部和腳部為黑色塗裝。该形态的亞德魯在肩部加装了两门德斯加農砲和两组三联装导弹发射器，德斯加農砲是由独立的能量包来供能，令亞德魯可以作为长距离炮击型MS来使用。而在机体的后裙甲处还挂载了备用的能量包，以延长使用时间。此外，虽然该机更适宜用于远距离攻击，但依然保留了光束軍刀这一近战武装，同时双手搭载短型護盾以增加防御性。
高度：18.0公尺、重量：45.0噸
- 武裝：特捷加農砲（Dods Cannon）x2、光束軍刀（Beam Saber）x2、3連裝導彈發射器（3-Tube Missile Launcher）x2、短型護盾（Shield）x2

WMS-GB5 G包瑟（G-Bouncer）
沃爾夫於第2部駕駛的和給地球聯邦軍的老練駕駛員的量產型專用機動戰士，沃爾夫他的機體是白色塗裝，雖然名稱上會讓人聯想到G-Exes，但本機是以高达AGE-1 速戰型為基礎開發的量產型，在開發系譜上其實與G艾格傑斯完全無關。由於机体直接继承了高达AGE-1飞雀型的骨架，同时也参考沃尔夫此前的座机RGE-B790CW 傑諾亞斯特裝型和WMS-GEX1 G艾格傑斯（G-Exes）的作战数据。G包瑟的头部继续采用高达标准的双眼加头部主取景器的标准配置，推进背包参考高达AGE-1的推进背包式设计，并将三门喷口减至一门，但在悬挂在推进背包两侧的平衡翼内侧各设置了一门喷口的同时，外侧更设置了两门推进喷口，保证了机体的高度机动性。为此，机体也使用了更高出力的动力炉，并在胸部四周设置了缝型散热口来保证动力炉的安定运作。值得一提的是，在该机的开发过程中也考虑到与RGE-G1100阿黛尔间的共同性，推进背包理论上也可与阿黛尔进行互换。曾有少量安装G-巨人推进背包的阿黛尔在地球联邦军位于南美的新司令部罗斯特罗岚被目击。
至於武装方面，射击武器配备了经改良和强化的德斯步槍（Dods Rifle），光束可以在更加狭长的枪身内部进行加压、收束，射程和威力也超过了阿黛尔使用的德斯步槍（Dods Rifle）。盾牌的横截面采用了三角形的设计，相对于直面盾牌来说，有着更高的防御效果。近战武装除了光束剑外，沃爾夫还在自己機體的盾牌的底部另安装了一柄钩状时雨之刃（Shiguru Blade），必要时也能够从盾牌中取下手持。
於第26話「諾多拉姆」攻防戰中，沃爾夫為了拯救被迪斯路·加列圖及其控制的兩部戰達斯M所圍困的高達AGE-2 雙砲型，迴避不及，被克羅諾斯從後刺穿腹部要害擊毀。
而以G包瑟（G-Bouncer）为原型的高端衍生机也不在少数，如韦氏蒂安所属的BBMS-005 G-賽佛斯（G-Xiphos）、联邦军X-Rounder专用MS——G-Bouncer Deos和XMS-005 提艾爾法（Thieleva）等等。
高度：18.6公尺、重量：33.9噸
- 武裝：德斯步槍（Dods Rifle）、光束軍刀（Beam Saber）x2、護盾（Shield）、時雨之刃（Shiguru Blade）

G-Bouncer Deos（G-Bouncer Deos）
地球聯邦軍以G-Bouncer作原型的極能者專用機動戰士，淺綠色塗裝，屬於試驗型。由于联邦军内并没有直接为X-Rounder制造的专用机种存在，所以只能对现存的高端机种进行X-Rounder特装化，而“白狼”沃爾夫•艾尼亞克爾驾驶的G-Bouncer本身具有的极高的机动性和推进力，因此被选作X-Rounder专用机的基础。
针对X-Rounder之间依靠共鸣来使能力上升的特点，G-Bouncer Deos改变了头部的形状，并在左后侧追加了一根刃装天线，以有效的提高共鸣效率。为了增强机师的X-Rounder能力，技术部门也开发了一套X-Rounder能力增幅装置，由新型头盔以及固定在手腕、脚踝处的小型环状装置组成。此外，原本G-巨人的三角形盾牌則被替换为RGE-C350 夏多爾改装备的盾牌，取消了作为系统测试机不必要的高成本武装。
- 武裝：特捷步槍（Dods Rifle）、光束軍刀（Beam Saber）x2、護盾（Shield）

#### 艦艇
迪娃女神號（Diva）
參照「第一部－地球聯邦軍－艦艇－歌姬號（Diva）」
 阿瑪迪烏斯（Amadeus）
地球聯邦軍的主力級宇宙軍艦，和迪娃女神號屬於同一型號，但體型較大，外表塗裝為藍白色。和迪娃女神號相比增加了一個線性彈射器，同時有更多主炮塔。
- 武裝：對空光束槍（Anti-Air Guns）、雙管光束加農砲（2-Barrel Beam Cannons）x10、3管裝導彈發射器／防光束擴散彈發射器（3-Tube Missile Launcher/Anti-Beam Dispersal Shell Launchers）x2、4管裝導彈發射器／防光束擴散彈發射器（4-Tube Missile Launcher/Anti-Beam Dispersal Shell Launchers）x2

達爾文級宇宙軍艦（Darwin-class）
參照「[[#Darwin|第一部－地球聯邦軍－艦艇－達爾文級宇宙軍艦

### 域根

#### 機動戰士
xvv-xcr 戰達斯R（Zedas R）／xvv-xcm 戰達斯M（Zedas M）
戰達斯的改良型，相比於戰達斯有更好的機動性能。戰達斯R為謝哈特·加列圖的專用機動戰士，為紅黑色塗裝。戰達斯M為X-Rounder部隊「魔術師（Magicians 8）」的專用機動戰士，為黃黑色塗裝。
高度：19.3公尺、重量：32.6噸
戰達斯R改良後也無法跟上謝哈特的反應速度，所以於第20話退役。8台戰達斯M於A.G.141年先後被全數擊毀。
- 武裝：光束火神砲／光束軍刀（Beam Vulcan/Beam Saber）x2 、尾部戰達斯實體劍（Zedas Sword） 、光束加農砲（Beam Cannon）

ovm-e 多拉多（Dorado）／ovm-el 多拉多L（Dorado L）
域根的新量產型機動戰士，在重力下的機動性能更好，但犧牲了變形機能，可於腕部加裝三連雷射火神炮或三連導彈發射器。多拉多為紫色塗裝，多拉多L為黃綠色塗裝。
高度：20.0公尺、重量：33.1噸
- 武裝：光束火神炮／光束軍刀（Beam Vulcan/Beam Saber）x2、腕部三連光束火神炮／腕部三連導彈發射器（Tri Beam Vulcan/Tri Missile Pod）（加裝配備）x2、尾部光束步槍（Beam Rifle）、擴散光束炮（Diffuse Beam Cannon）

xvm-mzc 傑達魯斯（Zeydalus）
梅德·贊特企圖刺殺弗洛伊·歐爾斐諾亞時所駕駛的高速格鬥戰型機動戰士，藍白色塗裝。
高度：20.1公尺、重量：33.0噸
而时雨之刃的技术最初是被运用在AGE-1S 速戰型上，刀刃通过高频振动而产生超常的切割能力。則通过与地球联邦高層暗中交易，使域根也掌握了这一技术，并将其运用在傑達魯斯身上。於第28話被高達AGE-2以十字斬撃毀。
- 武裝：時雨之爪（Shiguru Claw）x2、尾部時雨之刃（Shiguru Blade）、擴散光束炮（Diffuse Beam Cannon）

xvm-zgc 傑德拿（Zeydra）
域根為對應謝哈特·加列圖的極能者能力而新研製的專用機動戰士，紅色塗裝，擁有多拉多的3倍的機動性和速度。機體設計主要源自於巴克托，而除了胸部的雷射破壞炮外，其餘則改良自戰達斯系列。
高度：20.0公尺、重量：46.7噸
於第27話「諾多拉姆」攻防戰中，攻防戰最後為了拯救將要被墜落的達內斯擊中的地球而與高達AGE-2雙砲型聯手，以衞星摧毀器將其中心的能量核心炸毀。逃出以後為了保護要被碎片擊中的高達AGE-2雙砲型而將其推開，被碎片擊中而失控墜落地球。
- 武裝：光束火神炮／光束軍刀（Beam Vulcan/Beam Saber）x2、傑德拿光束槍／光束軍刀（Zeydra Gun/Beam Saber）、尾部傑德拿實體劍（Zeydra Sword）、光束破壞炮（Beam Buster）

xvm-dgc 克羅諾斯（Khronos）
迪斯路·加列圖的專用機動戰士，傑德拿的兄弟機，黑色塗裝；相比於擅長格鬥戰的傑德拿來說，本機被定位為炮擊戰專用機動戰士，而且裝甲起巴古托更厚。
於第26話「諾多拉姆」攻防戰中，從後刺穿G-Bouncer的腹部要害，擊毀了它以後，被高達AGE-2 雙砲型以一刀兩斷和炮擊擊毀。
高度：20.0公尺、重量：54.5噸
- 武裝：光束火神炮／光束軍刀（Beam Vulcan/Beam Saber）x2、克羅諾斯光束加格林機關槍／光束軍刀（Khronos Gun/Beam Saber）、肩部克羅諾斯加農砲（Khronos Cannon）x2、光束破壞炮（Beam Buster）

#### 移動要塞
達尼斯（Downes）
第二部登場的域根超大型要塞，比梵保哲級的戰鬥艦還要大上好幾倍。可展開名為「巨人之盾（Gigantes Shield）」的能量防盾，連經過電磁終端增幅的光子爆裂加農炮都能抵擋。
於第27話「諾多拉姆」攻防戰中，因推進系統受到重創而失去動力，快要撞上諾多拉姆以前被迪娃女神號阻止而偏離，但卻可能直接撞上地球表面造成巨大傷亡。在其自爆裝置也不能使用以下，由阿西姆駕駛的高達AGE-2 雙砲型和謝哈特駕駛的傑德拿所拿來的衛星摧毀器將其中心的能量核心炸毀才勉強將其炸毀。其乘員以登陸膠囊投放地球的方式逃生。

## 第三部、第四部

### 地球聯邦軍

#### 機動戰士
AGE-3 鋼彈AGE-3 基本型（Gundam AGE-3 Normal）
第三部的主角機，是由AGE系統根據奇歐的模擬戰鬥數據而進化衍生出來的第三代鋼彈(在奇歐幼時，菲利特為了讓孫子能夠上手鋼彈的操作，因此以電玩的形式進行訓練)，由核心戰機(是由AGE-3的頭部與AGE系統所組成，主要是作為逃生艙使用，因此基本上沒有戰鬥能力)與各種G-Wear結合成各種型態的可分離合體機種。藉由這樣的改變，對於駕駛員的存活率、內部資料保存、裝備運送等項目有更佳的保障。
基本型（Normal）
是由核心戰機與G攔截機（G-Cepter）結合而成，兩者皆設有獨立操作的駕駛艙，在合體過後，則會變成複座式的樣貌，藉由這樣的設計，除了是模擬當初訓練奇歐時使用的電玩裝置，也是讓菲利特能更好的協助孫子進行戰鬥，而在奇歐改為接受歌姬號的指揮，並更加熟悉機體的操作後，AGE-3就改為與其他機體相同的單座式。其頭部擁有同樣過去AGE-1、AGE-2配備的刀狀天線與雙眼傳感器，並且與AGE-2一樣沒有嘴部的散熱孔。其武裝配有以光子爆裂加農砲的技術製成的薛瑪西斯步槍，因此具有優異的高輸出功率，能輕易的擊破任何機體，只是雖然已經小型化，但該武裝的砲身仍比以往更長，所以需以反手握持的方式使用，而平時則是裝備於後背，另外薛瑪西斯步槍可以額外裝上布拉斯迪加農砲，這是一款附加的蓄能裝置，即便需要更多的充能時間，但卻可以因此提供更高的攻擊輸出，只是該裝置是AGE系統臨時強制打造的，所以其耐用性並未被考慮進去，至於光束軍刀內藏於手臂的小型盾牌中，使用時可以決定是否取出，雖然取出時可能會有被擊飛的風險，但卻擁有更高的功率輸出，而光束軍刀也能在盾牌內使用，雖然減少拔刀的動作，但是輸出功率卻會有所降低。由於AGE-3導入維根機體的技術，所以依舊擁有在重力環境下飛行所需的能力（AGE-1 只能跳躍，AGE-2則是需要變形成飛躍型態）。
高度：18.5公尺、重量：68.4噸
- 武裝：薛瑪西斯步槍（SigMaxiss Rifle）、布拉斯迪加農砲（Blustia Cannon，又稱魔道加農砲）、光束軍刀（Beam Saber）x2

AGE-3F 要塞型（ Fortress）
鋼彈AGE-3的陸戰砲擊特化模式，由G氣墊戰機（G-Hopper）與核心戰機結合而成，其火力（薛瑪西斯步槍更換成輸出更高的薛瑪西斯加農砲，並且將數量增為四個）超越了鋼彈AGE-2 雙砲型兩倍以上。然而搭載更多武裝，導致重量大幅上升，造成AGE-3 要塞型不具備滯空的能力，因此選擇以氣墊推進的方式移動，由於腳部裝備了氣墊推進裝置，適合在沙漠或濕地等地形戰鬥。另外G氣墊戰機除了可以手動駕駛，亦可以交由人工智慧進行操控。而薛瑪西斯加農砲本身可以作為盾牌使用，必要時可以卸下，以便進行其他細密作業。
高度：18.5公尺、重量：73.0噸
- 武裝：薛瑪西斯加農砲（SigMaxiss Cannon）x4

AGE-3O 軌道型（Orbital）
鋼彈AGE-3的宇宙戰高速特化模式，由G毒蛇戰機（G-Viper）與核心戰機結合而成，主要適用於宇宙作戰。加強了主要推進器，同時身體各部位增設大量推進器，可在宇宙高速移動及改變飛行方向。同時由於原先的希格瑪西斯步槍填充時間太長 , 在宇宙環境中極為不利，故改成降低輸出，但是增加切割能力的薛瑪西斯長程加農砲，是藉由產生類似斥力場的電磁干涉效應，讓其射出的光束鏢得以改變一定程度的彈道，使原本沒有誘導能力的光束擁有部分程度的追蹤性能。但AGE-3 軌道型適合在有援護的砲擊戰或一擊脫離的戰況，對於近戰纏鬥方面還是不太適合。
第36話被森多拉古擄獲，並且被維根解析。第39話和鋼彈列基路斯交戰時，由於鋼彈AGE-3跟不上奇歐的反應速度，因此受到重創，沒有遭到破壞的軀幹部位在戰鬥中遭到棄置，隨後因受損過重而誘爆。
高度：18.5公尺、重量：69.2噸
- 武裝：薛瑪西斯特長加農砲（SigMaxiss Long Cannon）、光束軍刀（Beam Saber）x2

AGE-3L 拉古那型（Laguna）
鋼彈AGE-3的宇宙戰遠程攻擊特化模式，於《EXA-LOG》及《PSP版》中登場。是歌姬號的技師奧托比•岡海爾所設計開發的特化模式，並非透過AGE系統設計打造。該模式針對奇歐在X Rounder方面的能力，在機體雙肩各裝備感應砲集裝箱，總共有六對感應砲組件，感應砲可以發射小型光束照射，對敵機進行全方位無死角攻擊。而手持武器則將薛瑪西斯步槍更換成輸出功率更高的不列顛步槍、光束軍刀更換成導彈發射器。為了強化在宇宙環境的移動能力，將腿部換成大型推進器，透過推進器的加大，以及增加推進劑的儲存罐，讓機體在機動性有更高提升的同時，能有更長的活動時間。然而奧托比的方案最後並未被採用，AGE-3最終是以AGE-3 軌道型的模式進行宇宙環境的戰鬥。即便如此，感應砲集裝箱的研發數據，依舊成為AGE-FX的C-感應砲在開發方面重要的資料。
高度：24.7公尺、重量：220.0噸
- 武裝：不列顛步槍（Britannias Rifle）、感應砲集裝箱（Funnel Container）x12、導彈發射器（Missile Launcher）

AGE-FX 鋼彈AGE-FX（Gundam AGE-FX）
由AGE系統所引導出的鋼彈最終進化型態，FX的意思是「Follow X-Rounder（追隨X Rounder）」，為X Rounder專用機動戰士。和鋼彈AGE-3一樣由核心戰機和主體組成，同時透過裝甲輕量化以提高機體的機動性，讓機體得以相較AGE-3減少將近10%的重量。而駕駛艙門則是以機首突出的方式放置在胸口上，其內部承襲部分前身的設計，並藉由增加上方螢幕，並且縮小前方與兩側螢幕的A柱，以此達到類似維根機體的全天周螢幕設計（應該是AGE系統在維根設計鋼彈雷基爾斯時，從中獲取相關的數據資料），另外在駕駛艙內部與駕駛服的部分，皆設有特殊的發光條（聯邦軍在X Rounder專用機中也有類似的設計），操縱桿則採用類似AGE-2 雙砲型的設計，其原因是因為兩者都需要更複雜的操作，腿部與腳部則裝備更多的推進器，使機體擁有更好的機動性。
主武裝為史坦德格爾步槍，其體積雖然較小，但火力及射程皆超越了薛瑪西斯步槍，並可透過換裝切換成「一般型態」(是薛瑪西斯步槍的強化版，擁有更高的攻擊輸出與連射速度)、「充能型態」(是布拉斯迪加農砲的改良版，擁有更好的耐用度，並提高史坦德格爾步槍發射的輸出功率，因此比一般模式擁有更高的破壞能力)和「火箭砲型態又稱泰坦火箭炮」(是在砲管前方附加額外裝備，擁有比薛瑪西斯步槍高的輸出功率與發射口徑)。至於光束軍刀的部分與AGE-3的不同，只能以腕部的小型盾牌產生，不能拔出使用，除了能更好的抵擋敵方攻擊，同時也能避免光束軍刀被擊飛。另外備有X Rounder專用武裝「C-感應砲」，而C-感應砲的刀刃是採用時雨之刃的相關技術所開發，依據其大小共分為兩組，大型有六枚，小型則是八枚，藉由駕駛員的X Rounder能力進行精準攻擊，在攻擊之餘藉由不同的排列組合護盾，也藉由C-感應砲的高速環繞，能產生類似高速力場的功用，甚至可以用來與敵機對抗。值得一提的是，雖然起初宣稱C-感應砲沒有遠射的功能，主要是斬切用途的感應式兵器，但實際第四十五集表現過可以作近距離發射的。
能發動「FX爆發模式（FX Burst Mode）」，能解除所有武裝輸出的限制，將機體所有的性能提升到極限，而全身會變身藍色，同時在C-感應砲位於機體的基座產生光束軍刀，除了控制C-感應砲精確度下降外，力量、火力及機動性都會大幅提升。
高度：18.5公尺、重量：63.0噸
- 武裝：史坦德格爾步槍（Stungle Rifle）、 泰坦火箭炮（Diedal Bazooka，又稱海浪火箭砲）、光束軍刀（Beam Saber）x2、大型C-感應砲（Large C-Funnel）x6、小型C-感應砲（Small C-Funnel）x8
- 特殊裝備：FX爆發模式（FX Burst Mode）、精神跟隨系統（Psycho-Follow System）

AGE-FX A-感應砲裝備型 (A-Funnel Equipment Type)
於《US》中登場的終戰後鋼彈AGE-FX強化案之一，不依賴AGE系統設計出來的機體，是地球方與火星方的戰役結束後由奧托比•岡海爾設計的，駕駛員為已17歲的奇歐，其設計目的是讓浮游砲武裝不再限定於X-Rounder專用。高度：18.5公尺、重量：82.8噸
裝備在兩肩、腰兩側和兩腿共六座的「A-感應砲」,上面包含高精度攝影機、各種感應器、德斯加農砲一座和光束火炬（光束軍刀）兩把。性能上比較接近小型無人機，擁有不依賴X-Rounder能力的完全自動控制系統。裝備在鋼彈AGE-FX上時也能當做砲塔和大型手持光束軍刀使用。而搭載這項裝備的A-感應砲裝備型進行機體測試時，與第二臺守護EXA-DB的席德交戰，並在最後成功將後者擊破，印證該裝備的優異能力。
AGE-1F 鋼彈AGE-1 素體型（Gundam AGE-1 Flat）
參照「第二部－地球聯邦軍－機動戰士－AGE-1F 鋼彈AGE-1 素體型」
就AGE-3問世的當時而言已經是古董級的MS。之後在菲利特駕駛鋼彈AGE-1 素體型為了掩護奇歐駕駛的AGE-3 軌道型逃走，而與澤哈特的基拉格、贊納多的札姆多拉格進行交戰，卻因機體性能的差距與自身年邁導致的反應速度降低，使奇歐與AGE-3 軌道型被擄走，也使機體遭到嚴重破壞。
AGE-1G 鋼彈AGE-1 光輝型（Gundam AGE-1 Glansa）
是鋼彈AGE-1 素體型的改造型，是聯邦軍為了讓AGE-1重新能投入實戰，透過研發亞黛爾MK-II時得到的開發技術，運用在AGE-1上，大幅改善了機體結構和性能。身體及四肢覆蓋了防光束裝甲（可在必要時卸除），可抵禦對方的光束射擊武器，而兩把護盾步槍的威力相比以前的德斯步槍更強，调整出力后也可形成光束刃进行近战，而盾牌上的光束利刃也能斩开大部份MS的装甲，透過該武裝，讓AGE-1 光輝型不用拔出位於側裙甲的光束匕首/光束軍刀，就可以進行近戰攻擊，減少反應時間。還能在背部裝備加掛的格拉司通發射器，安裝格拉斯特發射器後稱為「鋼彈AGE-1 全備光輝型（Full Glansa） 」。而格拉斯特發射器是由與傑夫特發射器相同的高機動組件，以及與AGE-3的薛瑪西斯步槍破壞力相同的光束發射器所組成。
高度：18.0公尺、重量：93.1噸
- 武裝：護盾步槍／光束軍刀（Shield Rifle/Beam Saber）x2、光束軍刀／光束匕首（Beam Saber/Beam Dagger）x2、導彈發射器（Missile Launcher）x6
- 特殊裝備：格拉司特發射器（Glastron Launcher）x2

RGE-G2000X 克蘭雪原型機（Prototype Clanche）
地球聯邦軍以鋼彈AGE-2的基本設計為基礎開發的可變型機動戰士，克蘭雪的原型機，塗裝為淡藍色，於《EXA-LOG》中登場。
裝備了兩對和鋼彈AGE-2同型的肩部可動式機翼，但受限于联邦军的生产、加工技术，机体整合方面存在不小的问题，从一开始就受到输出控制系统故障的困扰。性能方面也是远远不如高达AGE-2，量產型超級德斯步槍的攻擊力和精確度也低劣於鋼彈AGE-2的超級德斯步槍，导致该机非常不受机师们的欢迎。
此機体现了作中联邦军技术人员过渡依赖AGE系统、使AGE系统对联邦系MS技术发展产生制约的典型案例之一，再加上菲利特·明日野已經從地球聯邦軍退役無法提供技术意見，使高达AGE-2的量产还原尝试以失败告终。
高度：17.6公尺、重量：31.5噸
- 武裝：量產型超級德斯步槍（Hyper Dods Rifle Mass Production Type）、光束軍刀（Beam Saber）x2、光束火神砲（Beam Vulcan）x2、德斯加農砲（Dods Cannon）x4、護盾（Shield）

RGE-G2100 克蘭雪（Clanche）
地球聯邦軍開發新型的量產型變型機動戰士，衍生自以AGE-2為基礎研發的克蘭雪原型機，為了進一步削低成本而去除了背部加農砲與肩部的四枚機翼，主武器的德斯步槍也減短了槍身長度，而它的德斯步槍（Dods Rifle）是採用以鋼彈AGE-2基本型所使用的超級德斯步槍为基础的簡易量產版本。塗裝為橘色。
是地球聯邦第一款擁有變型系統的量產型機動戰士，在大氣層內有極佳的飛行能力。但由于驾驶此类可变式MS需要经过特别的训练才可，大部分普通机师并不太愿意驾驶该型机，更多人还是更愿意驾驶同一时间开发的、不具备变形机能的泛用型MS—亞黛爾MK-II，因此相比亞黛爾MK-II，克蘭雪的生产總数量并不多。
高度：17.6公尺、重量：26.5噸
- 武裝：德斯步槍（Dods Rifle）、光束軍刀（Beam Saber）x3、光束火神砲（Beam Vulcan）x2、護盾（Shield）

RGE-G2100C 克蘭雪特裝型（Clanche ）
史歷克·亞碧斯和地球聯邦軍王牌駕駛員的專用量產型機動戰士，是克蘭雪的淡綠色塗裝衍生型，因此在机体头部增加了一道天线用以强化通讯能力，配備了德斯加農砲，可是只能在飛躍形態時使用。与克蘭雪是以鋼彈AGE-2基本設計型为基础开发的而略有不同的是，克蘭雪特裝型是以AGE-2DB 雙砲型（Double Bullet）为基础开发而来，而它的德斯步槍（Dods Rifle）是採用以鋼彈AGE-2基本型所使用的超級德斯步槍为基础的量產版本，其威力不如鋼彈AGE-2基本型所使用的超級德斯步槍，但比克蘭雪使用的德斯步槍（Dods Rifle）更強大.
在第47話時史歷克·亞碧斯的克蘭雪特裝型被後方的維根戰艦撞擊而造成機身重創並卡在維根戰艦中，為了大局著想，被歌姬號的光子爆裂加農砲擊毀。
高度：17.6公尺、重量：28.5噸
- 武裝：德斯步槍（Dods Rifle）、光束軍刀（Beam Saber）x3、光束火神砲（Beam Vulcan）x2、德斯加農砲（Dods Cannon）x2、護盾（Shield）

RGE-G1500 亞黛爾MK-II（Adele Mk-II）
亞黛爾的現代化改進型，深綠色塗裝，腳上裝有車輪，可在陸地上高速移動，為地球上的主力陸戰用機動戰士。也可裝備空中飛行裝置進行空中作戰。
高度：18.0公尺、重量：42.4噸
- 武裝：德斯卡賓槍（Dods Carbine）、光束軍刀（Beam Saber）x2、護盾（Shield）

RGE-G1500 亞黛爾MK-II（宇宙用）（Adele Mk-II (Space Type)）
亞黛爾MK-II的宇宙用型態，深藍色塗裝，腳上的車輪改為高機動推進器，可在宇宙中高速移動，為宇宙中的主力空間戰機動戰士。
高度：18.0公尺、重量：42.4噸
- 武裝：德斯卡賓槍（Dods Carbine）、光束軍刀（Beam Saber）x2、護盾（Shield）

RGE-B893CO 傑諾亞斯 O型特裝型（Genoace O-）
歐布萊特·羅連的專用機動戰士，傑諾亞斯Ⅱ（歐布萊特·羅連機）的改良型，塗裝為藍色。頭部的部分除了主傳感器，另外增設兩個輔助傳感器，讓其擁有與克蘭雪相近的性能，並改良了機體各部分(強化背部、肩部的推進器)和系統結構，可裝備空中飛行裝置進行空中作戰。而它的德斯步槍（Dods Rifle）是採用以鋼彈AGE-2基本型所使用的超級德斯步槍为基础的改进型。
於第48話先將基拉格改給擊殺，並與梵法老西亞交戰時互相重創，然後被維根以拉·古拉美斯與第二月球連結後發射的迪古瑪哲隆砲擊毀。
高度：18.2公尺、重量：48.2噸
- 武裝：德斯步槍（Dods Rifle）、薛瑪西斯步槍（SigMaxiss Rifle）（小說版）、光束軍刀（Beam Saber）、護盾（Shield）

#### 艦艇
迪娃女神號 強襲登陸作戰形態（Diva Assault Landing Combat Shape）
參照「第一部－地球聯邦軍－艦艇－歌姬號（Diva）」
由於性能落後，故早已退役，並被保存在奧利巴諾斯。由於有定期保養，仍保有作戰能力。
於第48話被域根以拉.古拉美斯與第二月球連結後發射的迪古瑪哲隆砲擊沉，而所有船員則及時撤離至宇宙海賊比西迪安的戰艦巴朗洛克。
阿瑪迪烏斯（Amadeus）
參照「第二部－地球聯邦軍－艦艇－阿瑪迪烏斯（Amadeus）」
特尤斯级（Dyaus-class）
《第三部》登場的地球聯邦軍新型宇宙軍艦，以歌姬号为基础开发的一款宇宙突击舰，是地球联邦军最新一代宇宙战舰。拥有两种形态，一种为只有一個線性彈射器的普通舰型常规版本，而另一种形态是叫量產型迪娃女神級宇宙軍艦（Mass Produced Diva Cruiser）於《第四部》登場的地球聯邦軍主力級宇宙軍艦，是Dyaus-class的衍生型也是歌姬號的常規量產型號，能依戰況自由切換強襲登陸作戰形態 (Assalut landing mode)，但是没有装备光子破坏加农炮。
- 常规版本的武裝：對空光束槍（Anti-Air Guns）、雙管光束加農砲（2-Barrel Beam Cannons）x4、3管裝導彈發射器／防光束擴散彈發射器（3-Tube Missile Launcher/Anti-Beam Dispersal Shell Launchers）x2

量產型迪娃女神級宇宙軍艦（Mass Produced Diva Cruiser）的武裝：對空光束槍（Anti-Air Guns）、雙管光束加農砲（2-Barrel Beam Cannons）x3、3管裝導彈發射器／防光束擴散彈發射器（3-Tube Missile Launcher/Anti-Beam Dispersal Shell Launchers）x2、4管裝導彈發射器／防光束擴散彈發射器（4-Tube Missile Launcher/Anti-Beam Dispersal Shell Launchers）x2

### 宇宙海賊比西迪安

#### 機動戰士
AGE-2DH 高達AGE-2 黑獵犬型（Gundam AGE-2 Dark Hound）
比西迪安領導人「亞殊船長」（阿西姆·亞斯諾）的專用機動戰士，也於《追憶的薜德》中登場。
是馬度納工房使用高達AGE-2的殘骸修復而成，以近戰裝備為主，保留了變型系統，顏色改為低視認度的黑色，並加入大量的創新設計，像是頭部造型修改為具有海盜風格的樣貌，並在右側的傳感器裝備瞄準用護目鏡，能藉此提升瞄準的精準度。原本AGE系統的位置被一個髑髏標誌取代，內藏眩惑用的發光裝置。至於德斯長槍是以AGE-2的超級德斯步槍的構造為原型而打造的，裝備兩門低輸出功率的德斯槍，用作干擾的效果，而武裝上的大型尖刺，則可以用來揮擊或刺擊，具備多樣的使用方式。而在肩部推進翼搭載的武裝震動錨，是能射出末端帶有掛勾的極長鋼索，除了能束縛敵方的機體，同時具有高壓電擊機體的能力，亦可透過該武裝的高速旋轉進行防禦，AGE-2 黑獵犬型同時也是鋼彈AGE中，唯一一臺未經AGE系統或菲利特改良打造的鋼彈，藉由馬度納工房等MS鍛造師的能力，以及亞殊船長（阿瑟姆）的駕駛技術，讓該機體得以擁有超越舊時代科技的性能。
高度：18.6公尺、重量：32.1噸
- 武裝：特捷長槍（Dods Lancer）、特捷槍（Dods Gun）x2、光束劍（Beam Saber）x2、光束火神砲（Beam Vulcan）x2、震動錨（Anchor Shot）x2
- 特殊裝備：發光裝置（Flash Eye）

BMS-003 沙魯多魯惡賊型（Shaldoll Rogue）
- 簡介：

由宇宙海賊比西迪安管有的沙魯多魯‧改的修改型，顏色改為低視認度的黑色，也於《US》及《追憶的席德》中登場。
夏多爾惡徒型是著重於攻擊輸出上，搭載高輸出武裝，而其武裝分別是位於右腕的德斯加農砲與近戰用的光束斧，前者具有比德斯槍更高的輸出功率，後者則收納於背部推進器上方，能更輕易取出使用，擁有域根的「隱型傘」技術，能以光學迷彩隱藏行蹤，並避開雷達探測。也可裝備空中飛行裝置進行空中作戰。
- 武裝：特捷破壞砲（Dods Buster）、光束劍（Beam Saber）、光束火神砲（Beam Vulcan）x2、光束斧子（Beam Axe）（於《US》中登場）

高度：18.2公尺、重量：41.2噸
BMS-004 G-EXES 傑克艾治型（G-Exes Jackedge）
宇宙海賊比西迪安管有的G-Exes修改型，顏色改為低視認度的黑色，也於《US》及《追憶的席德》中登場。
與G-Exes本身的機體的差異基本上只有頭部與肩甲的造型，而本機與其他活躍的舊式機體一樣透過改良外裝甲的材料，讓它依舊能夠在A.G.160年代繼續活躍，擁有域根的「隱型傘」技術，有光學迷彩隱藏行蹤，並能避開雷達探測。也可裝備空中飛行裝置進行空中作戰。
高度：18.2公尺、重量：46.2噸
- 武裝：特捷步槍IIB（Dods Rifle IIB）、光束劍（Beam Saber）x2、光束火神砲（Beam Vulcan）x2、導彈發射器（Missile Launcher）x4、護盾（Shield）、光束戰斧（Beam Tomahawk）（於《US》中登場）

BMS-005 G-賽佛斯（G-Xiphos）
由宇宙海賊比西迪安管有的G-Bouncer修改型，顏色改為低視認度的黑色，其武裝是將左手臂的機械手，換成帶有掛鉤的德斯破壞砲H，另外也可以更換成其他近戰專用武裝，至於高功率熱能劍擁有相當於光束軍刀的切割能力，於《US》及《追憶的薜德》中登場。
在A.G.151年，與AGE-2 黑獵犬型一同對抗EXA-DB的機動兵器「席德」，過程中被機動兵器「席德」的攻擊重創，最後為了破壞機動兵器「席德」而選擇殉爆犧牲。（《追憶的席德》中提及。）
高度：18.4公尺、重量：36.8噸
- 武裝：特捷破壞砲H（Dods Buster H）、高功率熱能劍（High Powered Heat Sword）

BMS-005SS G-賽佛斯（蛇劍裝備型）（G-Xiphos(Snake Sword Equipment Type)）
G-賽佛斯的蛇劍裝備型，顏色改為低視認度的黑色，於《US》中登場。
高度：18.4公尺、重量：36.8噸
- 武裝：蛇劍（Snake Sword）、護盾（Shield）、光束槍（Beam Gun）、大型爪（Large Claw）x3

#### 艦艇
巴朗諾克（Baronche）
比西迪安的旗艦，全身黑色，底部有一塊長型的紅色刀刃。也於《追憶的席德》中登場。
艦上擁有域根的「隱型傘」技術，除能以光學迷彩隱藏行蹤外，還能避開雷達探測。根據《追憶的席德》裡的敘述，原本是與歌姬號同一時期建造的地球聯邦軍所屬艦。
- 武裝：對空光束槍（Anti-Air Guns）、三管光束加農砲（3-Barrel Beam Cannons）x7、底部刀刃（Ramming Blade）

### 域根

#### 機動戰士
xvt-zgc 基拉格（Ghirarga）／xvt-rlc 基拉格改（Ghirarga Custom）
謝哈特·加列圖的專用機動戰士，紅色塗裝。其大修理完成後修改為綠色塗裝的基拉格改，變成利爾·萊特的專用機動戰士。
保留了人型設計，擁有高度機動性。增設腦電波操控系統「極能傳送器」後可進入「X模式」，在左右肘、膝、翼增加了和系統對應的基拉格浮游砲生產裝置，可產生並發射出無數光波狀光束，和法老西亞的法老西亞浮游砲的原理有所不同。
在第43話，基拉加浮游砲被潔拉多·斯布列根強奪操縱，其後更被高達AGE-2 黑獵犬型的特捷長矛刺中而重創。在第48話，被傑諾亞斯 O型·改以光束軍刀一刀擊毀。
高度：20.3公尺、重量：53.8噸
- 武裝：光束火神砲／光束軍刀（Beam Vulcan/Beam Saber）x2、光束破壞砲（Beam Buster）、基拉加矛（Ghirarga Spear）、基拉加尾（Ghirarga Tail）、基拉加浮游砲（Ghirarga Bit）

xvm-fzc 鋼彈列基路斯（Gundam Legilis）
菲扎爾·伊謝魯根特的專用機動戰士，其後成為謝哈特·加列圖的專用機動戰士，為域根解析高达AGE-3 軌道型後再加入EXA-DB的技術而製造的機動戰士，性能已遠遠超越高達AGE-3
列基路斯盾牌內藏與基拉格同型的浮游砲生產裝置，頭部、背部翼可與身體分離成列基路斯核心戰機，可是劇中沒有使用過。
於第48話被鋼彈AGE-2 黑獵犬型使用所有武裝擊毀·於《MOE》中，謝哈特成為駕駛員後修改為紅色塗裝。
高度：19.1公尺、重量：71.2噸
- 武裝：光束火神砲（Beam Vulcan）x2、光束火神砲／光束軍刀（Beam Vulcan/Beam Saber）x2、光束破壞砲（Beam Buster）、尾部列基路斯加農砲（Legilis Cannon）、列基路斯光束步槍（Legilis Rifle）、列基路斯盾牌（Legilis Shield）、列基路斯浮游砲（Legilis Bit）

xvm-fzc-zgc 鋼彈列基路斯 R（Gundam Legilis R）
謝哈特·加列圖的專用機動戰士，鋼彈列基路斯的修改型，紅色塗裝，於《EXA-LOG》中登場。
列基路斯光束步槍與列基路斯盾牌更改為列基路斯矛。在左右肘、膝、翼增加了和系統對應的列基路斯浮游砲生產裝置。目前已知仅有一台高达列基鲁斯R被制造出来，但是通过战后的调查并没有找到该机，而参与过该机开发的工作人员则表示，该机的测试是在火星上秘密进行的。有传闻称，该机是被维甘武装分子秘密隐藏了起来。
高度：19.1公尺、重量：76.0噸
- 武裝：光束火神砲（Beam Vulcan）x2、光束火神砲／光束軍刀（Beam Vulcan/Beam Saber）x2、光束破壞砲（Beam Buster）、尾部列基路斯加農砲（Legilis Cannon）、列基路斯矛（Legilis Spear）、列基路斯浮游砲（Legilis Bit）

xvm-zbc 森多拉古（Xamdrag）
贊納多·比哈度的專用機動戰士，體型相當龐大，特徵為肥大短足，深藍色塗裝。
於第47話被初次使用FX爆發模式的高達AGE-FX重創。
高度：26.2公尺、重量：110.0噸
- 武裝：光束火神砲（Beam Vulcan Guns）x10、森多拉古加農砲（Xamdrag Cannon）、森多拉古尾（Xamdrag Tail）

xvb-fnc 梵法老西亞（Fawn Farsia）
芙拉姆·拿拉的專用機動戰士，淡桃紅色塗裝，法老西亞的衍生型，為極能者專用。梵法老西亞權杖為浮游砲生產裝置，同時可產生光束長鞭。
於第48話與傑諾亞斯 O型·改交戰時互相重創，然後被域根以拉.古拉美斯與第二月球連結後發射的迪古瑪哲隆砲擊毀。
高度：16.2公尺、重量：29.9噸
- 武裝：光束火神砲／光束軍刀（Beam Vulcan/Beam Saber）x2、梵法老西亞權杖（Fawn Farsia Baton）、尾部梵法老西亞實體劍（Fawn Farsia Sword）、擴散光束砲（Diffuse Beam Cannon）、梵法老西亞浮游砲（Fawn Farsia Bit）x5

xvm-dac 吉爾斯貝因（Jilsbain）
極能者部隊的專用機動戰士，黑色塗裝，傑德拿的衍生型，為極能者專用。
高度：20.0公尺、重量：46.7噸
- 武裝：光束火神砲／光束軍刀（Beam Vulcan/Beam Saber）x2、祖爾斯班光束槍／光束軍刀（Jilsbain Gun/Beam Saber）、尾部祖爾斯班實體劍（Jilsbain Sword）、光束破壞砲（Beam Buster）

ovm-gd 古爾德（Glud）
砲擊戰專用機動戰士，淺紫色塗裝，拉.古拉美斯戰役中出場，於《US》及《PSP版》中登場。
高度：19.8公尺、重量：89.0噸
- 武裝：光束火神砲／光束軍刀（Beam Vulcan/Beam Saber）x2、飛彈發射器（Missile Launcher）、尾部古爾德加農炮（Glud Cannon）、光束破壞砲（Beam Buster）

xvx-ooo 古盧多林（Gurdolin）
哥多門·泰納姆的專用機動戰士，黃色塗裝，無頭無腳的未完成機，只會橫衝直撞地攻擊。
於第47話被格朗西·改零距離連開多槍擊毀。
- 武裝：光束火神砲／光束軍刀（Beam Vulcan/Beam Saber）x2、光束鑽頭（Beam Scraper）

高度：11.5公尺、重量：185.0噸
ovm-pp 黃金古盧多林完美型（Golden Gurdolin Perfect）
偵察型機動戰士，別名「GGP」，金色塗裝，古盧多林的衍生型，於《EXA-LOG》中登場。
總共生產30台，戰後全用於對火星的全天候監視巡邏和工程活動。
高度：11.5公尺、重量：215.0噸
- 武裝：光束鑽頭（Beam Scraper）、全方位導彈發射系統（Multi Directional Missile Launcher System）

ovv-af 達納金（Danazine）
域根的新型量產型機動戰士，有綠色和紫色塗裝，以直接攻擊地球本土為製作目的，亦適用於宇宙作戰，採用獸型設計。
- 武裝：光束火神砲／光束軍刀（Beam Vulcan/Beam Saber）x2、光束火神砲／光束射手（Beam Vulcan/Beam Shooter）、達納金加農砲（Danazine Cannon）、達納金飛旋（Danazine Spinner）

高度：18.4公尺、重量：69.5噸
ovv-gaf 格爾金（Gurruzine）
域根的新型陸戰型機動戰士，達納金的衍生型，紅色塗裝，於《US》中登場。
由於腳部裝備了四部懸浮裝置，改善了陸戰的性能和移除了機翼組件。其古盧茹捷特長加農砲可以遠距離狙擊至8000米遠。
高度：18.2公尺、重量：79.0噸
- 武裝：光束火神砲／光束軍刀（Beam Vulcan/Beam Saber）x2、光束火神砲／光束射手（Beam Vulcan/Beam Shooter）、格爾金加農砲（Gurruzine Cannon）、格爾金特長加農砲（Gurruzine Long Cannon）、格爾金飛旋（Gurruzine Spinner）

ovw-cc 哥梅爾（Gomel）
精銳部隊「幻影3」在沙漠作戰時使用的量產型機動戰士，土黃色塗裝，擁有變型功能，可在沙中高速潛航。
於第31話迪文•拉治的哥梅爾被AGE-3鋼彈AGE-3基本型反擊並且以希格瑪西斯加農砲零距離給擊毀。
高度：17.7公尺、重量：77.0噸
- 武裝：時雨之爪（Shiguru Claw）x2、飛彈發射器（Missile Launcher）x2、哥梅爾加農砲（Gomel Cannon）

ovw-dc 烏羅佐（Wrozzo）／ovw-dc-2gc 烏羅佐R（Wrozzo R）
水陸兩用的量產型機動戰士，擁有變型功能，在陸上亦可高速移動。曾計劃裝上等離子粒子炸彈，用於炸毀新聯邦軍總司令部羅斯特羅蘭。
謝哈特·加列圖的專用機（烏洛素R）為紅色塗裝。謝哈特的部下的專用機（烏洛素）為白色塗裝。一般的烏洛素為深綠色塗裝。
高度：18.0公尺、重量：78.5噸
- 武裝：時雨之爪（Shiguru Claw）x2、飛彈發射器（Missile Launcher）x2、烏洛素加農砲（Wrozzo Cannon）
- 特殊裝備：等離子粒子炸彈（Plasma Particle Bomb）

ovm-lce 雷岡納（Reganner）
由迪凡斯改造而成的量產型機動戰士，綠色塗裝，比迪凡斯有更多射擊裝備，被稱為移動火藥庫。
高度：38.5公尺、重量：1205.0噸
- 武裝：光束火神砲／光束軍刀（Beam Vulcan/Beam Saber）x2、肩部光束加農砲（Beam Cannon）x2、尾部光束加農砲（Beam Cannon）、雷岡納加農砲（Reganner Cannon）

XMS-005 提艾爾法（Thieleva）
潔拉多·斯布列根的極能者專用機動戰士，黃綠色塗裝，以G-Bouncer為基礎針對極能者能力改良的機體。
原本是聯邦軍的機體，在月面基地司令官倒戈後落入維根軍手中。背包上裝有兩組可分離的T 浮游砲筴艙，前端的刀刃能迴轉貫穿目標。
第43話被鋼彈AGE-1 古蘭沙型以盾牌步槍一槍擊毀。
高度：18.8公尺、重量：36.2噸
- 武裝：德斯步槍（Dods Rifle）、光束軍刀（Beam Saber）x2、護盾（Shield）、T 浮游砲（T Bit）x2

xvg-xxx 維根基亞（Vagan Gear）／維根基亞席德（Vagan Gear Sid）
澤拉·金斯的專用機動戰士，全黑色塗裝，拉.古拉美斯戰役的最終王牌。
最後於第49話與席德一起被使用FX爆發模式的高達AGE-FX給擊毀，而駕駛員澤拉·金斯則在機體被擊毀之際，被高達AGE-FX救出。
高度：31.0公尺、重量：231.9噸
- 武裝（共通）：熱能掛鉤（Heat Hook）x2、Δ光束砲（Delta Gazer）
- 武裝（維根基亞席德）：光束加農砲（Beam Cannon）x6、導彈發射器（Missile Launcher）x16、黑暗羽毛（Dark Feather）
- 特殊裝備：自我修復系統（Self Repair System）（維根基亞席德）

#### 艦艇／移動要塞
拉.古拉美斯（La Gramis）
第三部及第四部登場的域根超大型要塞，為域根地球壓制軍的總部。其迪古瑪哲隆砲足以一擊摧毀地球聯邦軍總司令部「巨輪基地」。
原本為了縮短迪古瑪哲隆砲的發射間隔，而和第二月球連接，卻因為澤拉·金斯的失控而受損。最後於第49話為了守護第二月球的兩軍將其與第二月球手動分離，隨後因受損過重而炸毀。

### EXA-DB
席德（Sid）
EXA-DB製造的防衛用無人駕駛機動兵器。具有獨特的自我修復能力，甚至可以透過EXA-DB的資料「自我進化」（類似AGE系統）。
最後於第49話與維根機兵一起被使用FX爆發模式的高達AGE-FX擊毀。
- 武裝：光束加農砲（Beam Cannon）x6、導彈發射器（Missile Launcher）x16、黑暗羽毛（Dark Feather）
- 特殊裝備：自我修復系統（Self Repair System）

## 註解
1. ↑  原文ファンネル（Funnel）的意思是「漏斗」，因早期鋼彈系列中感應兵器多呈漏斗狀而得名，但中文一般譯為浮游砲或感應砲。
2. ↑  原文ビームトーチ（Beam Torch）。
3. ↑  有說法指出黑色塗裝同時是為了避免身分曝光（黑色和紅色是阿瑟姆的恩師沃爾夫最討厭的顏色）